# Oodini

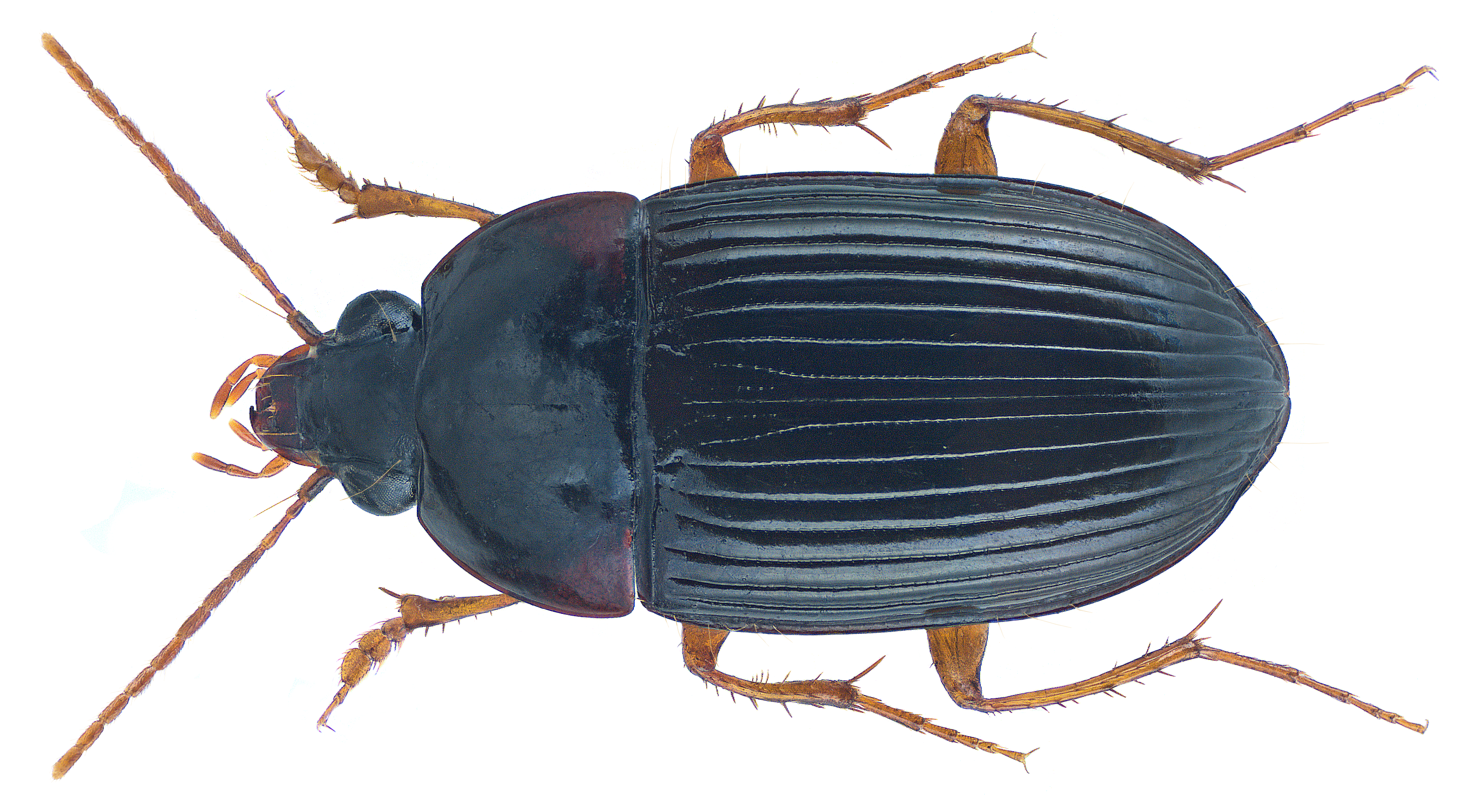
Oodes siamensis

Oodini (лат.) — триба жужелиц из подсемейства харпалины.

## Описание
Жуки среднего или мелкого размера, овальной формы и металлического цвета. Мандибулярная бороздка без щетинки у переднего края, мезококсальные впадины соединены (мезэпимерон не достигает средней тазиковой полости), метэпистерна отделена от метэпимерона отчетливым швом, а парамеры без щетинок. Голова с одной парой надглазничных щетинок, её капсула без кольцевой перетяжки за глазами. Конечный максиллярный членик удлиненный и хорошо центрированный по отношению к предпоследнему членику. Переднеспинка обычно без переднебоковых щетинок, передние тазиковые впадины двуперфорированы, надкрылья с внутренней пликой, метэпистернум латерально коадунатный с эпиплеврой надкрылий, задний край среднего бедра без более длинных щетинок, метакокса без задней щетинки, и срединная доля эдеагуса при виде сбоку длинная и значительно изогнутая, с уменьшенным базальным бульбусом. Тегумент голый, в значительной степени непунктированный, третий антенномер голый (за исключением апикальных щетинок), задний край переднеспинки не окаймлен. 7-я бороздка надкрыльев заканчиваются перед вершиной, 8-я бороздка глубже остальных бороздок, а 9-й интервал частично или полностью превращен в краевой жёлоб (у всех родов, кроме Bamaroodes, надкрылья также с 7-м и 8-м промежутками слившимися и сзади образующими валик). Пронотум сужен только у вершины; верхняя часть тела голая, без волосков.

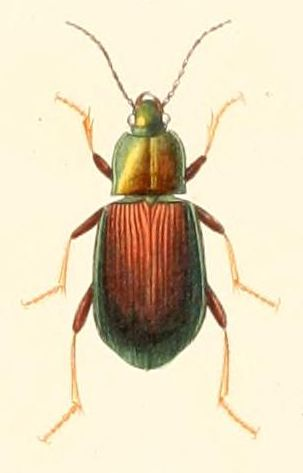
Oodes pallipes
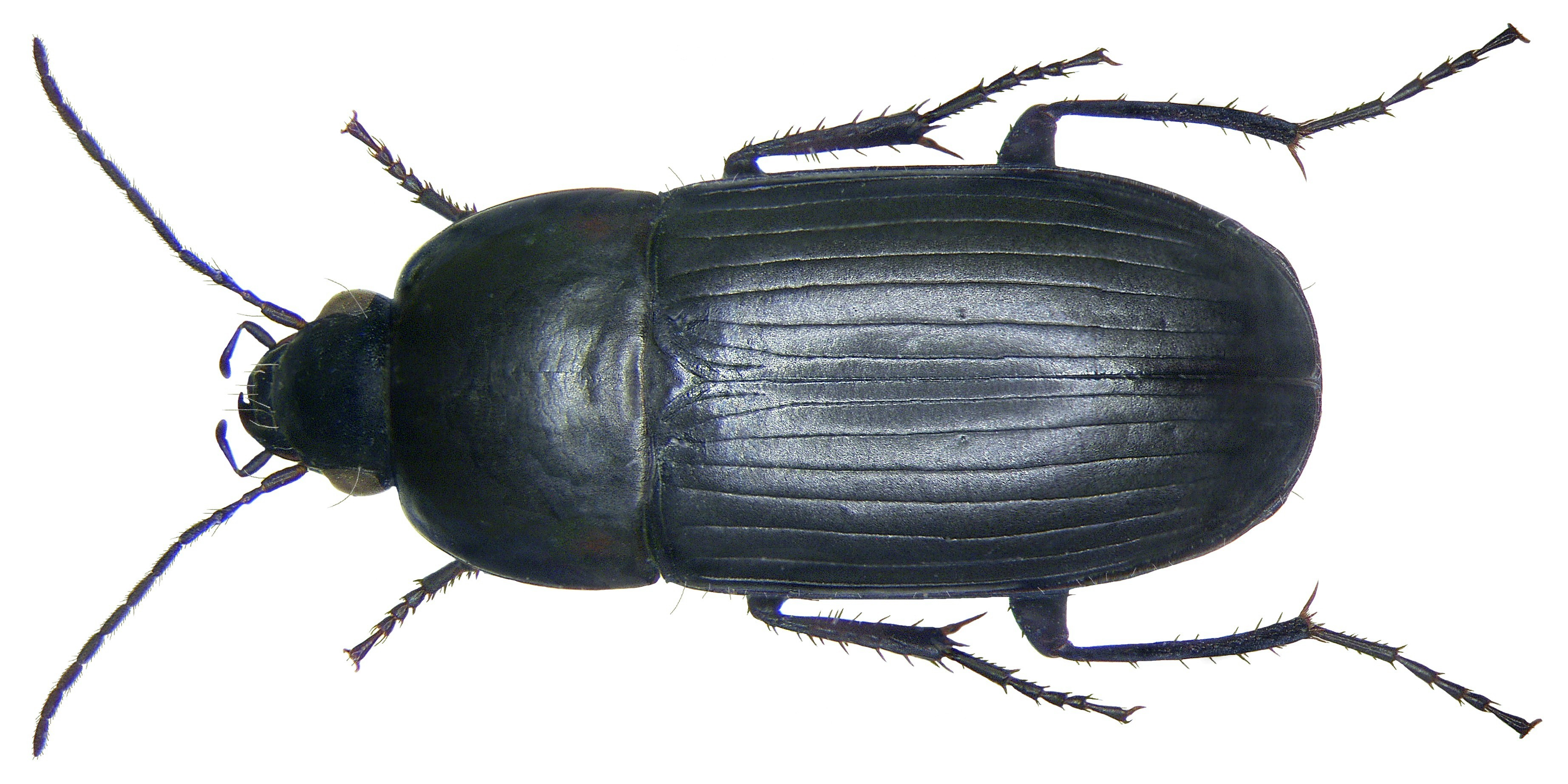
Oodes helopioides
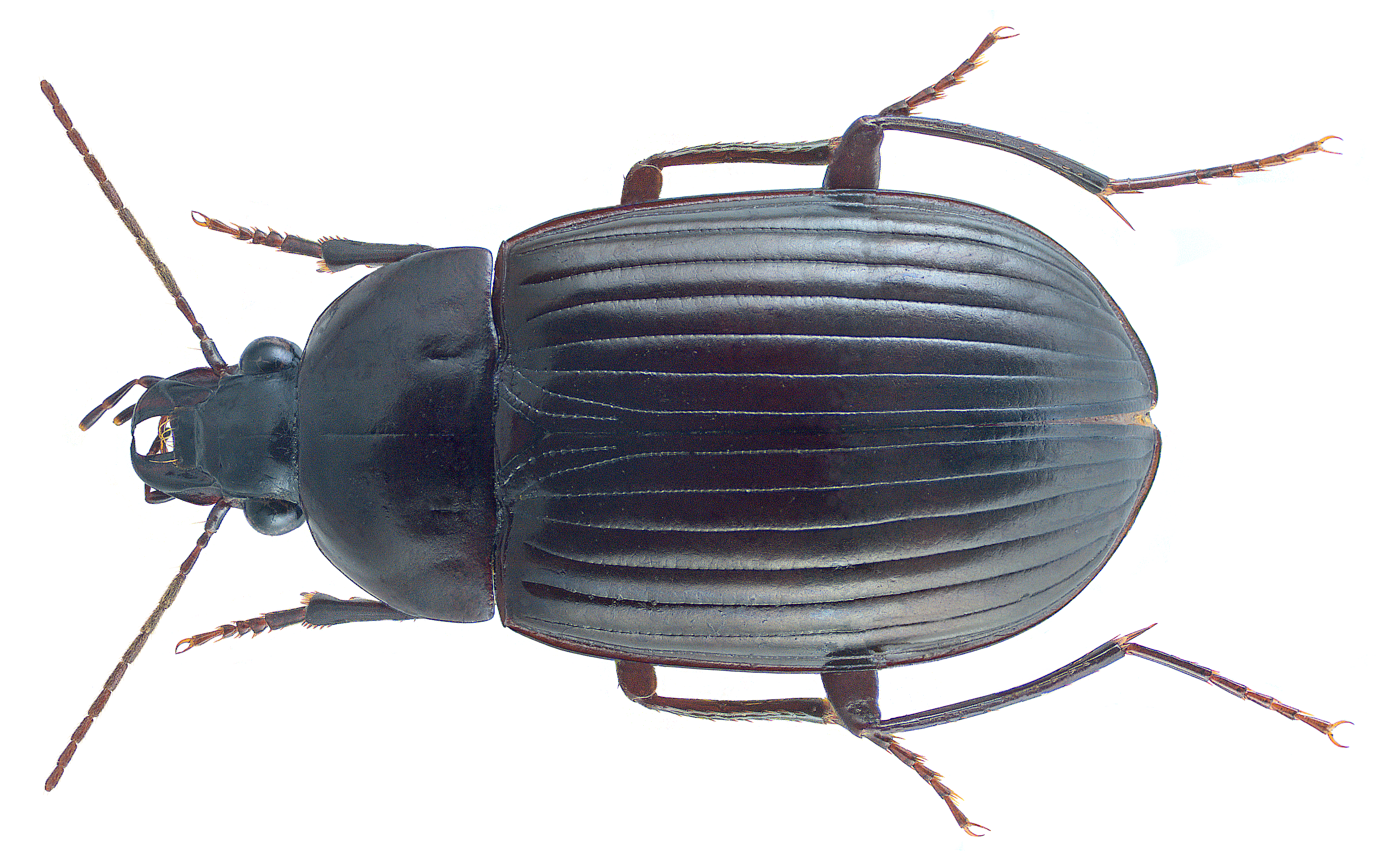
Brachyodes nigrita
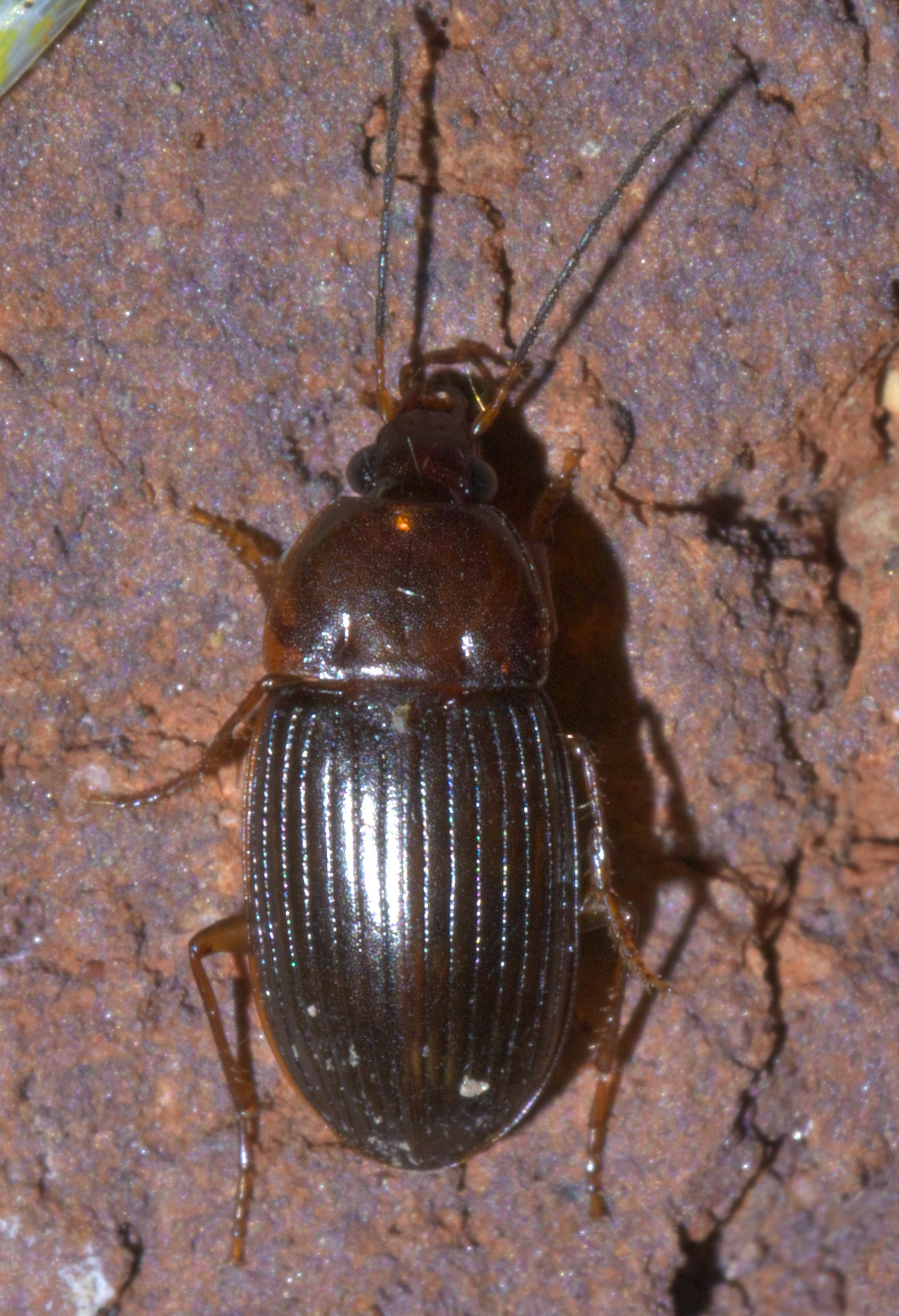
Anatrichis minuta
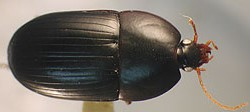
Coptocarpus philipi

## Систематика
Более 30 родов и более 200 видов. Встречаются повсеместно, но главным образом в тропиках и субтропиках. Триба была впервые выделена в 1851 году французским энтомологом Faustin de La Ferté-Sénectère (1808—1886). Включают в состав большого сборного подсемейства харпалины. Некоторые авторы выделяют их вместе с несколькими другими харпалиновыми трибами (Chaetogenyini, Cuneipectini, Dercylini, Geobaenini, Licinini, Melanchitonini, Chlaeniini) и рассматривают в составе подсемейства Licininae (по современной классификации это в основном соответствует надтрибе Chlaeniitae).
- Acanthoodes
- Acutosternus
- Adelopomorpha[9]
- Anatrichis[10]
- Bamaroodes[1]
- Brachyodes
- Chaetocrepis
- Coptocarpus
- Holcocoleus
- Holosoma
- Hoplolenus
- Lachnocrepis
- Lobatodes
- Lonchosternus
- Macroprotus
- Megaloodes
- Microodes
- Miltodes
- Nanodiodes
- Neoodes
- Oodes
- Oodinus
- Orthocerodus
- Polychaetus
- Prionognathus
- Protopidius
- Pseudosphaerodes
- Simous
- Sphaerodes
- Sphaerodinus
- Stenocrepis
- Systolocranius
- Thaioodes
- Thryptocerus[9]
- Trichopalpoodes[11]